# Висанен, Аллан Генрихович
Аллан Генрихович Висанен (1903, Або — 1936, Петрозаводск) — финноязычный советский писатель. Член Союза писателей СССР.

## Биография
Родился в городе Або в семье рабочего. В 14 лет вступил в Красную гвардию и участвовал в Гражданской войне в Финляндии на стороне красных. Член компартии Финляндии. В 16 лет окончил шестигодичную школу и работал на судостроительном заводе «Прейстон-Вулкан». В 1921 году впервые опубликовал очерки о жизни рабочей молодёжи.
С 1921 года на подпольной работе в Финляндии. В 1924 году приехал в СССР, но был направлен для подпольной деятельности обратно. В 1928 году был арестован и осуждён на два с половиной года тюремных работ. В 1929 году участвовал в голодовке политзаключённых Экенесской тюрьмы. В 1931 году после освобождения вернулся в СССР, жил в Петрозаводске.
Работал в Петрозаводске преподавателем политэкономии в Высшей сельскохозяйственной школе, Петрозаводском педагогическом институте и Петрозаводском лесном техникуме. В июне 1936 году был принят в члены Союза писателей СССР. В это время выходят его книги о пребывании в тюрьме — «Красная жизнь», новеллы о Красной Армии — «Костёр горит», книга для детей «Антеро», пьеса «Изобретатели» и другие произведения. Являлся корреспондентом местных финноязычных газет, литературным редактором Карельского радиокомитета, сотрудничал с издательством «Кирья».
Умер от туберкулёза, похоронен на Зарецком кладбище Петрозаводска.